# Sunshine (藤巻亮太のアルバム)
「Sunshine」（サンシャイン）は、藤巻亮太の4枚目のオリジナル・アルバム。
2023年1月25日に、ビクターエンタテインメントのレーベルであるSPEEDSTAR RECORDSから発売された。

## 内容
前作『北極星』から約5年ぶりとなるオリジナル・アルバムである。
初回限定盤と通常盤の2形態で発売された。初回限定盤にはソロ活動10周年を記念し、自身が選曲したベスト・アルバムが同梱された。
2023年2月から3月にかけて、本作を提げたツアー「藤巻亮太 Live Tour 2023 『Sunshine』」が開催された。4ピースのバンド編成で、東京・宮城・福岡・愛知・広島・大阪・山梨を巡る全9公演を実施した。

## 収録曲
特記以外作詞・全作曲・編曲：藤巻亮太

### DISC 1
1. この道どんな道 [4:07]
編曲：藤巻亮太、宮田"レフティ"リョウ、片山タカズミ
本アルバムの先行配信曲。
元旦に開催されるニューイヤー駅伝など4つの大会を通した｢TBS 駅伝テーマ曲｣として使用された。
2. Sunshine [4:52]
本アルバムの表題曲。
3. 裸のOh Summer [4:28]
編曲：藤巻亮太、御供信弘、片山タカズミ
4. 僕らの街 [4:06]
配信シングル｢僕らの街｣(2019年)の表題曲。
NEXCO中日本｢中部横断道 新清水JCT～富沢IC 開通｣のCMソング。
5. まほろば [3:48]
編曲：曽我淳一、藤巻亮太
配信シングル｢まほろば｣(2021年)の表題曲。
｢サントリー天然水 北アルプス｣のテーマソング。
6. ゆけ [4:08]
編曲：藤巻亮太、御供信弘、片山タカズミ
7. オウエン歌 [4:09]
8. 千変万化 [3:41]
｢マイナビジョブアス 農林水産｣のCMタイアップ曲。
9. Heroes (Album ver.) [4:29]
作詞：藤巻亮太、紫藤廉
配信シングル｢Heroes｣(2020年)の表題曲。
テレビ東京系｢ウルトラマン クロニクル ZERO&GEED｣のオープニング主題歌。
10. サヨナラ花束 [4:27]
編曲：藤巻亮太、御供信弘、片山タカズミ
11. 花びらのメロディー [4:07]
編曲：藤巻亮太、御供信弘、片山タカズミ
亀田製菓｢ハッピーターン45周年"Happy Movie Project"｣のタイアップ曲。
12. 大地の歌 [6:33]
編曲：藤巻亮太、御供信弘、片山タカズミ
自身がナビゲーターをつとめたラジオ番組「Hitachi Systems HEART TO HEART」（J-WAVE）を通して、東北、千葉、長野などの被災地に赴き、現地の人々の言葉に耳を傾けてきた経験をもとに作られた。

### DISC 2 ～ソロ10周年記念ベスト～ (初回限定盤のみ)
1. オオカミ青年 [5:11]
2. ハロー流星群 [4:13]
3. 月食 [5:31]
4. 光をあつめて [5:45]
5. 名もなき道 [4:36]
6. 指先 [5:16]
7. 花になれたら [4:48]
8. 8分前の僕ら [5:47]
9. 日日是好日 [3:55]
10. Blue Jet [4:39]
11. マスターキー [4:30]
12. 北極星 [5:11]
13. 3月9日 [4:28]
配信シングル｢3月9日｣(2017年)の表題曲。
14. 粉雪 [5:09]
セルフカバーアルバム｢RYOTA FUJIMAKI 2000-2010 Acoustic Recordings 2000-2010｣の収録曲。
15. ウイスキーが、お好きでしょ [2:20]
配信シングル｢ウイスキーが、お好きでしょ｣(2019年)の表題曲。
16. Summer Swing [4:09]

## 演奏
- 藤巻亮太
  - All Vocal, Chorus, Electric Guitar, Arrangement
  - Acoustic Guitar (#1.2.4.7.8.11.12)
  - Keyboards (#1.7)
  - Mandolin (#2.5)
  - 12 Strings Electric Guitar (#3.11)
  - Electric Bass, Tambourine (#4)
  - Programming (#4-9)
- 宮田“レフティ”リョウ (イトヲカシ)
  - Arrangement (#1)
  - Electric Bass (#1.2.8)
  - Programming (#1.2)
- 片山カタズミ
  - Arrangement (#1.3.6.10.11.12)
  - Drums (#1.2.3.6-12)
  - Tambourine (#1.2)
- 御供信弘
  - Arrangement (#3.6.10.11.12)
  - Electric Bass (#3.5.6.7.10.11.12)
- 桑野貴充：Programming (#3.11.12)
- 河村吉宏：Drums, Clap Cymbal (#4)
- 曽我淳一：Arrangement, Synthesizer, Programming (#5)
- 石若駿：Drums, Tambourine (#5)
- 銘苅麻野、三國茉莉：Violin (#5)
- 河村泉：Viola (#5)
- なかむらしょーこ：Electric Bass (#9)
- 志村葉月：Violin (#9)
- 桑原あい：Piano (#11)

## リリース形態
- 初回限定盤(2CD)
  - VIZL-2145
- 通常盤
  - VICL-65771